# Temple d'Aton (Karnak)
El temple d'Amenhotep IV (o Amenofis IV), situat dins del complex religiós de Karnak a Luxor (Egipte), és un conjunt arquitectònic d'edificis dedicats al culte al déu Aton. El temple es fa servir durant els primers quatre anys del regnat del faraó Akhenaton, mentre encara es fa dir Amenhotep IV, tot i que es podria haver començat a construir a finals del regnat del seu pare i predecessor Amenhotep III, i acabat pel mateix Akhenaton. El grup d'edificis es coneix també amb el nom de Gran Temple d'Aton de Karnak.

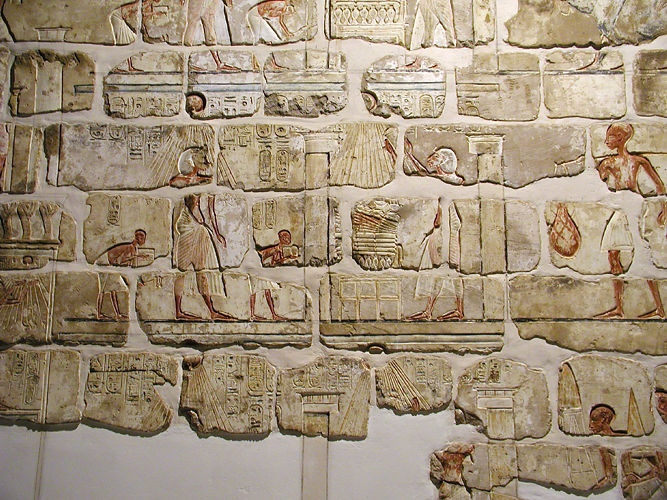
Talatats del Gempaaton, Museu de Luxor.

## Localització i disseny
Construït fora dels límits del recinte d'Amon-Ra (cos central del complex de Karnak), a l'est, el temple principal del complex va ser nomenat Gm–p3–itn (Gempaaton o Gem-pa-Aton), que significa "L'encontre d'Aton (el disc solar)". Els altres van ser nomenats Hwt–bnbn (Hut Benben / "La mansió de la pedra Benben", la pedra sagrada d'Heliòpolis), Rwd–mnw–n–itn–r–nḥḥ (Rud-menu / "El monument al disc solar és etern"), i Tni–mnw–n–itn–r–nḥḥ (Teni-menu / "el monument del disc solar és magnífic"). Quan va ser construït, el temple d'Aton devia tenir una superfície major que la del recinte d'Amon de Karnak, ja que la gran ampliació del recinte es va dur a terme posteriorment, durant l'època ramèssida. Els materials de construcció provenien majoritàriament de les pedreres de Djebel es-Silsila (pedra calcària) i algunes peces de les d'Assuan (granit roig).
No queda quasi res d'aquests edificis, es creu que es van construir ràpidament, utilitzant petits blocs de pedra tallada anomenats talatats, es van desmuntar i els blocs es van emprar posteriorment en la construcció de pilons i altres edificis dins del recinte de Karnak i en altres llocs d'Egipte (als temples de Luxor, Medamut, ...), quan el faraó i la seva família van ser esborrats de les llistes reials oficials (vegeu: Heretgia d'Amarna).

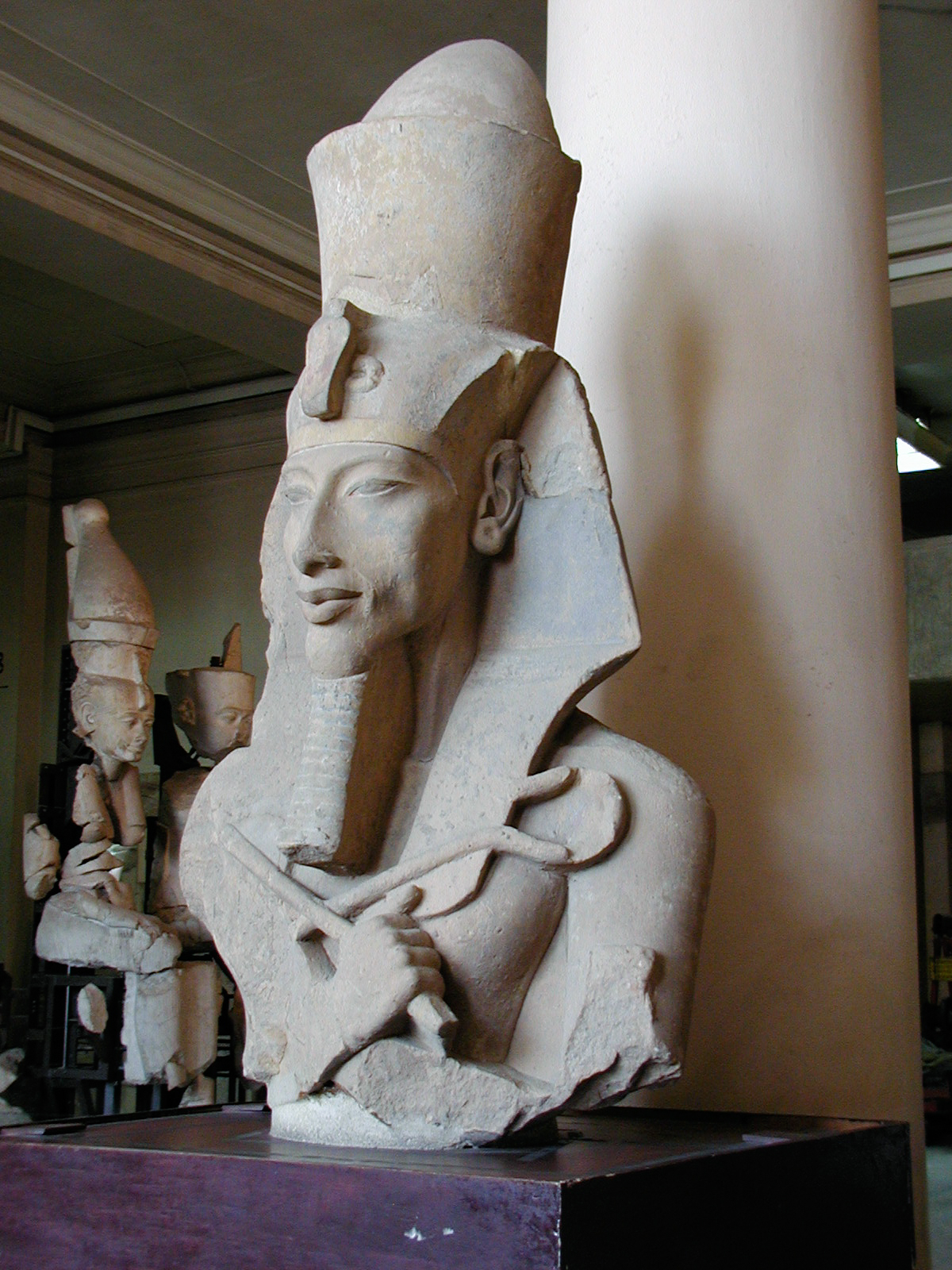
Colós d'Akhenaton trobat al temple d'Aton de Karnak, Museu Egipci del Caire.

Es desconeix del cert quan va tenir lloc aquesta destrucció, però els talatats que s'han trobat es van reciclar com a mínim a partir del regnat del faraó Horemheb (finals de la dinastia XVIII) i a principis de la dinastia XX, durant els regnats de Ramsès I i Seti I. Paradoxalment, en ser reutilitzats d'aquesta manera, els talatats d'Akhenaton van quedar protegits de les inclemències del temps i han sobreviscut quasi intactes fins avui dia. Entre els elements de Karnak on es van trobar talatats del temple d'Aton destaquen els pilons II, IX i X construïts per Horemheb i els fonaments de la sala hipòstila de Seti I, en total, es van recuperar més de 42.000 talatats, 12.000 dels quals provenen del piló IX.
El fet de construir el complex a l'est del temple de Karnak devia representar un desafiament a les creences politeistes i, especialment, al culte a Amon.

### El Gempaaten
Bona part del Gempaaten no devia tenir sostres i els altars de les ofrenes s'exposaven a la llum solar directa. En aquest edifici (o a prop) hi havia estàtues del faraó de granit roig i pedra calcària, taules d'ofrenes de granit i altres estàtues, com una esfinx inscrita amb el nom d'Aton. El temple tenia una mida considerable (130m x 216m), però està tan destruït que amb prou feines se n'endevina la planta. Es trobava dins d'un mur de maons de fang (tova) que l'envoltaven a una distància d'uns cinc metres del complex, i es va orientar cap a l'est, amb possiblement una entrada a l'oest, que donaria accés a un pati obert envoltat de pilars quadrats i unes estàtues colossals d'Akhenaton i Nefertiti. Sembla que en el complex del Gempaaten hi havia un palau residencial, la residència d'hivern de la família reial (vegeu també: Palau de Malqata).

### El Hut Benben
Com la resta d'edificis estava situat també a l'est del recinte d'Amon a Karnak, el temple de Hut Benben estava dedicat al culte al sol i el seu funcionament estava estretament lligat al complex del Gempaaten. La pedra a la qual fa referència el nom, la pedra Benben era considerada a l'antic Egipte, estretament lligada amb el déu Sokar i, segons el mite de la creació d'Heliòpolis (antiga Annu), el turó original, el mont d'on va sorgir l'oceà primordial, el Nu. Allà és on, segons el mite, Atum es va crear a si mateix i va donar vida a la parella de déus Tefnut i Shu. Aquest turó sovint s'associava al mateix déu Atum, als rajos solars i es creu que va ser la inspiració dels piramidons i dels obeliscs.
Per les evidències que se n'han trobat, estàtues i relleus i inscripcions dels talatats, sembla que el temple havia estat dedicat també a la reina Nefertiti, qui el devia dirigir. El temple formava part del complex del Gempaaten.

### El Teni-menu
Sembla que el Teni-menu contenia magatzems i cambres privades, es creu que podria haver servit també com a residència reial, tot i que no n'han quedat prou restes per a esclarir-ne del tot la funció.
Els talatats del Teni-menu van ser reutilitzats per a omplir l'interior del novè piló de Karnak, construït (o acabat) per Horemheb. Els talatats de l'interior del piló es van rescatar i es van reconstruir en una mena de puzzle gegant part del qual s'exposa al Museu de Luxor. Les escenes mostren zones residencials, administratives i reals i escenes solars del primer festival Heb d'Akhenaton (vegeu: Heb Sed), que el podia haver celebrat al mateix temps que el seu pare, i al qual podia haver assistit la reina Tiy.

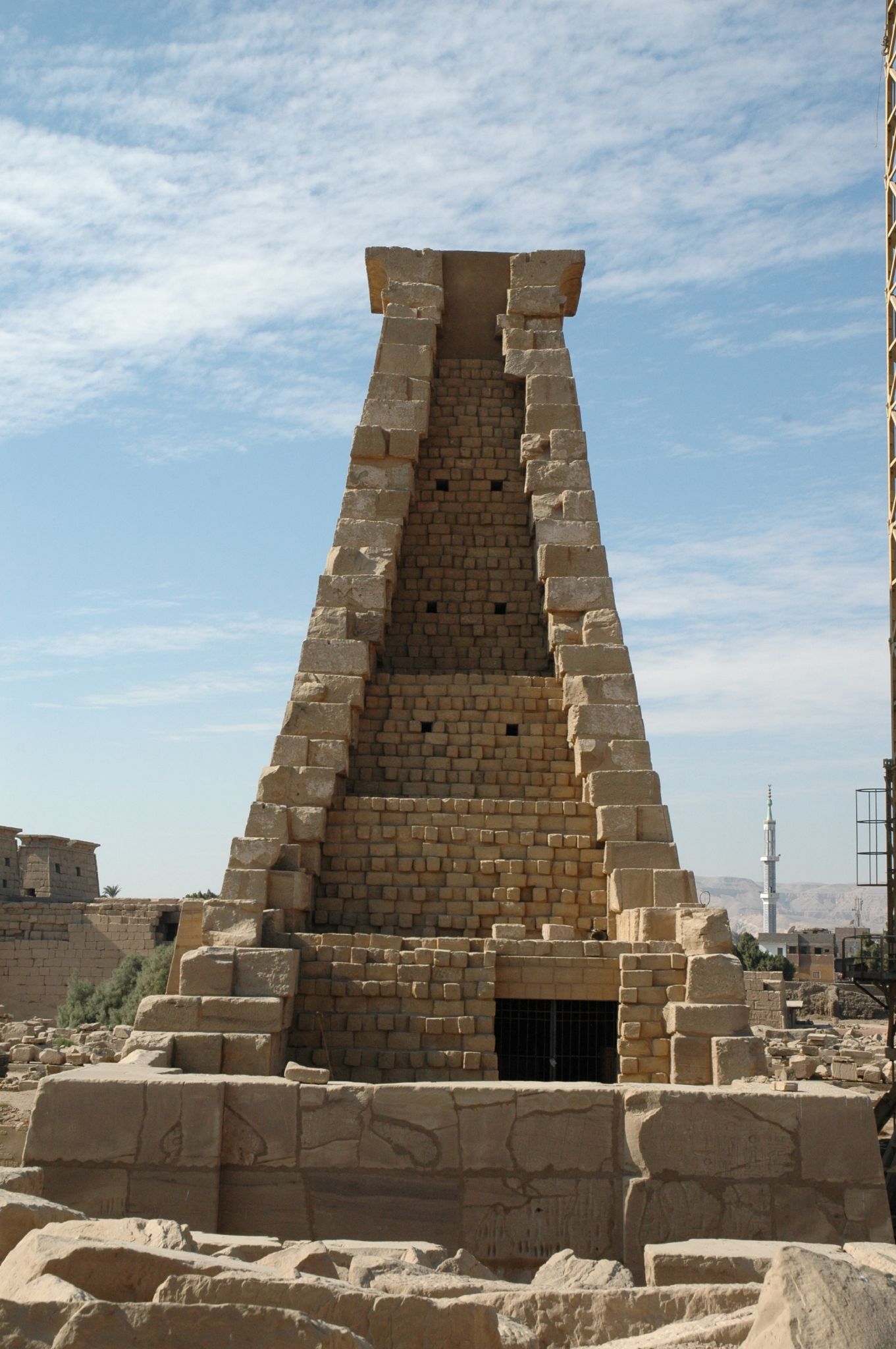
Detall de l'interior del 9è piló de Karnak.

### El Rud-menu
Igual que en el cas del Teni-menu, la funció d'aquest temple no queda clara per la manca de proves. Sembla que tots dos es van construir després del Gempaaten. Bona part dels talatats que se n'han recuperat eren dins del piló IX, com els del Teni-menu.

### Sobre la pedra Benben
- Hans Bonnet, Benben, dins de: Lexikon der ägyptischen Religionsgeschichte, Hamburg 2000 ISBN 3-937872-08-6 Pàg. 100f. (alemany)
- Manfred Lurker, Lexikon der Götter und Symbole der alten Ägypter. Scherz Verlag 1998, ISBN 3-502-16430-4 (alemany)